# 小行星2918
小行星2918（2918 Salazar）是一颗围绕太阳公转的小行星。1980年10月9日，卡羅琳·舒梅克在帕洛马山发现了此天体。
該小行星以舒梅克的女婿弗雷德里克·薩拉扎爾（Frederick Salazar）命名。
这颗小行星的绝对星等为166.4022244045605等。